# Leo Fijen
Leo Fijen (Halfweg, 5 augustus 1955) is een Nederlands historicus en journalist. Hij is sinds 2014 hoofdredacteur journalistiek en levensbeschouwing van KRO-NCRV.
Tot eind december 2015 was hij hoofd van de omroep RKK. De RKK is met het ingaan van de nieuwe medialicentie in 2016 opgegaan in KRO-NCRV.
Fijen was tot eind februari 2024 presentator van het KRO-NCRV programma Geloofsgesprek, iedere zondagochtend, voorafgaand aan de eucharistieviering.

## Biografie
Fijen studeerde Geschiedenis aan de Universiteit Leiden. Van 1979 tot 1985 was hij werkzaam bij de toenmalige Nieuwe Noord-Hollandse Courant als sportjournalist. Ook doceerde hij van 1980 tot 1984 geschiedenis op twee middelbare scholen in Haarlem. Van 1985 tot 1988 was Fijen adjunct-perschef van de Nederlandse Bisschoppenconferentie en de Nederlandse rooms-katholieke kerkprovincie. In die functie was hij vooral belast met de eindredactie van Een-twee-een (nu rkkerk.nl), het informatiebulletin van het R.K. Kerkgenootschap.
In 1988 maakte Fijen de overstap naar de KRO, waar hij als redacteur/verslaggever aan de slag ging bij de programma's 5 voor 12 en Kruispunt. In 2002 en 2003 presenteerde Fijen de KRO-talkshow In de Schaduw van het Nieuws, waarin hij met mensen sprak die het nieuws aan den lijve hadden ondervonden over de persoonlijke dilemma's achter dat nieuws. Ook stond hij aan de bakermat van het RKK-programma Studio RKK: Rond Kerk en Kroeg, waarvan hij zowel eindredacteur als presentator was. Van september 2003 tot december 2005 presenteerde hij Soeterbeeck, het opiniërend gespreksprogramma van de omroep RKK. In 2007 presenteerde hij de RKK-serie De tranen van… . In het programma sprak Fijen met nabestaanden en overlevenden van rampen in Nederland. In 2008 begon Fijen met de serie Het eilandgevoel van Schiermonnikoog die tot 2015 doorliep en waarin hij mensen vroeg welke verhalen uit hun leven ze graag wilden afleggen op het strand en voor welke verhalen ze wilden danken. In 2010 verscheen zowel een boek als een documentaire van Fijens hand over de Zoetermeerse gezinsmoord van 2005. In 2013 werden de interviews uit Geloofsgesprek gebundeld in het boek Geloven op zondagmorgen.
Verder maakte Fijen in zijn RKK-tijd faam met de alom bejubelde Kloosterserie, waarin hij nog levende katholieke kloostergemeenschappen in de lage landen portretteert, alsook enkele buitenlandse abdijen met aldaar ingetreden Nederlandse monniken of nonnen.
Vanaf 1992 was Fijen presentator (en tot 2008 ook eindredacteur) van het RKK-programma Kruispunt, dat wekelijks bericht over kerk en samenleving. In september 2009 nam Fijen afscheid van dit programma, om zich te concentreren op de functie van hoofd van de Omroep RKK. Daarna werd Fijen hoofdredacteur journalistiek en levensbeschouwing van KRO-NCRV.
In 1999 ontving hij de landelijke Spaanprijs voor zijn bijdrage aan het kerkelijk en geestelijk leven. Op 1 juli 2016 werd Fijen directeur van de katholieke uitgeverij Adveniat, die in 2010 is voortgekomen uit de Katholieke Bijbelstichting. Hij blijft vanaf 1 juli eindverantwoordelijk voor Levensbeschouwing binnen de KRO-NCRV. Per 1 november 2019 wordt hij opgevolgd door theologe Laetitia van der Lans. Fijen behoudt een adviserende en representatieve functie bij de omroep.

### Onderscheiding
Op 24 juni 2017 kreeg Fijen de onderscheiding van ridder in de Orde van Sint-Gregorius de Grote uitgereikt als dank voor zijn jarenlange werkzaamheden voor de Rooms-Katholieke Kerk.

## Boeken
Fijen is auteur/redacteur van de volgende boeken:
- Het wonder van Maartensdijk (2001)
- Hoe word ik gelukkig? (2003)
- De reis van je hoofd naar je hart, leefregels voor het bestaan van elke dag (2004)
- Ik wil dat je leeft (2005)
- De ouders van Volendam, over leven na de dood van je kind (2006)
- Het jaar dat mijn vader stierf. Een briefwisseling tussen Leo Fijen en Anselm Grün (2007)
- Het wonder van Maartensdijk leeft verder (2008)
- Man onderuit (2009)
- Tijd nemen (2010)
- Het familiedrama van Zoetermeer: Claudia, Marieke en Charlotte moesten dood (2010)
- Leven met de dood (2011)
- Het geheim van de stilte (2012)
- Kon ik de stilte maar wat harder zetten (2012)
- Geloven op zondagmorgen: Katholieken doorbreken de sprakeloosheid (2013)
- Op zoek naar de monnik in jezelf (2014)

- Bibliothèque nationale de France: cb16924820r (data)
- Gemeinsame Normdatei: 128378409
- International Standard Name Identifier: 0000 0000 2064 981X
- Nationale Bibliotheek van Tsjechië: jx20131220009
- Nederlandse Thesaurus van Auteursnamen: 072254491
- Système universitaire de documentation: 164024972
- Virtual International Authority File: 23190884